# Nguyễn Ngọc Thơ
Nguyễn Ngọc Thơ (Long Xuyên, 26 de maio de 1908 – Saigon, 12 de junho de 1976) foi um político sul-vietnamita, notável por ter sido o primeiro vice-presidente do Vietnã do Sul, cargo que ocupou sob o comando do presidente Ngô Đình Diệm, de 1956 até a derrubada e assassinato de Diệm, em 1963. Ele também atuou como o primeiro-ministro do Vietnã do Sul, entre novembro de 1963 até o final de janeiro de 1964. Thơ foi nomeado chefe de um gabinete civil pela junta militar do general Dương Văn Minh, que chegou ao poder após o Golpe de Estado que derrubou e assassinou Ngô Đình Diệm, o primeiro presidente do país. O governo de Thơ foi marcado por um período de confusão e instabilidade, na medida em que o Conselho Militar Revolucionário (MRC) e o gabinete civil disputavam o poder. Thơ perdeu o cargo e se aposentou da política quando a junta de Minh foi deposta em um golpe perpetrado pelo general Nguyễn Khánh, em janeiro de 1964.
Filho de um rico proprietário de terras no Delta do Rio Mecom, Thơ subiu de hierarquia como um chefe provincial discreto sob o domínio colonial francês, e foi brevemente preso pelo Japão Imperial quando eles invadiram e depuseram os franceses durante a Segunda Guerra Mundial. Durante esse tempo, ele conheceu Minh pela primeira vez quando eles compartilhavam uma cela. Após a Segunda Guerra Mundial, ele se tornou o Ministro do Interior no Estado do Vietnã, apoiado pela França, um estado associado à União Francesa. Posteriormente, com a criação da República do Vietnã em 1955, após a partição de Genebra um ano antes, Thơ foi transferido para o Japão como embaixador e garantiu reparações de guerra. Chamado de volta ao Vietnã em um ano, ele ajudou a desmantelar os exércitos privados da seita religiosa Hòa Hảo em meados da década de 1950. Tho liderou os esforços políticos para enfraquecer a liderança de Hòa Hảo. Enquanto Minh liderava o esforço militar, Thơ tentava subornar os líderes Hòa Hảo. Um comandante, Ba Cụt, era pessoalmente hostil a Thơ, cujo pai havia confiscado as terras da família de Ba Cụt décadas antes. O impasse não pôde ser encerrado pacificamente neste caso, e Ba Cụt foi capturado e executado.
Esse sucesso rendeu a Thơ a vaga de vice-presidente em dezembro de 1956 para ampliar o apelo popular do regime nepotista e sectário de Diệm. Foi argumentado que a herança sulista de Thơ ampliaria o apelo político do regime — a família de Diệm era do centro do Vietnã e a maioria dos administradores não era do Vietnã do Sul. Thơ não tinha permissão para participar de decisões políticas e tinha pouco poder significativo, já que os irmãos de Diệm, Nhu e Cẩn, comandavam seus próprios exércitos particulares e polícia secreta e governavam arbitrariamente. Thơ supervisionou a fracassada política de reforma agrária do Vietnã do Sul e foi acusado de falta de vigor na implementação do programa, já que ele próprio era um grande proprietário de terras. Ele se destacou por seu apoio fiel a Diệm durante a crise budista que acabou com o governo da família Ngô. Apesar de nominalmente ser budista, Thơ defendeu as políticas pró-católicas romanas do regime e suas ações violentas contra a maioria budista.
Thơ se voltou contra Diệm e desempenhou um papel passivo no golpe. Após a formação do novo governo, ele lutou para manter a nação sob controle, já que o MRC e o gabinete civil frequentemente davam ordens contraditórias. A liberdade da mídia e o debate político aumentaram, mas o tiro saiu pela culatra quando Saigon se envolveu em lutas internas e Thơ teve uma série de jornais fechados depois que eles usaram a liberdade recém-conquistada para atacá-lo. Durante esse tempo, a situação militar do Vietnã do Sul deteriorou-se à medida que as consequências da falsificação das estatísticas militares por Diệm e as políticas equivocadas resultantes foram expostas. Minh e Thơ tinham um plano para tentar acabar com a guerra, conquistando membros não comunistas da insurgência, acreditando que eles constituíam a maioria da oposição e poderiam ser persuadidos a se afastar, enfraquecendo os comunistas. Como parte dessa política, à qual os EUA se opuseram, o governo optou por adotar uma abordagem militar discreta na tentativa de se apresentar ao público vietnamita como pacificadores. No entanto, eles foram depostos no golpe de Khánh, apoiado pelos Estados Unidos, antes que pudessem prosseguir com sua estratégia.

## Primeiros anos
Filho de um rico proprietário de terras do sul, Thơ nasceu na província de Long Xuyên, no Delta do Rio Mecom. Ele começou sua carreira burocrática em 1930, ocupando as autoridades coloniais francesas como um chefe provincial discreto. Durante a Segunda Guerra Mundial, os japoneses invadiram o Vietnã do Sul, mas deixaram o regime de Vichy. Thơ se tornou o primeiro secretário do Superior Residente de Annam, o governador francês da região central do Vietnã. Nessa época, cruzou-se com Ngô Đình Diệm, ex-ministro do Interior do regime francês na década de 1930. Os franceses pensaram que Diệm estava trabalhando com o Japão Imperial e tentaram prendê-lo, mas Thơ avisou Diệm e o Kempeitai, resultando em sua fuga.
Em março de 1945, o Japão, que havia invadido e ocupado a Indochina Francesa em 1941 durante a Segunda Guerra Mundial, decidiu assumir o controle direto e derrubou o regime colonial francês. Thơ foi jogado em uma cela lotada com vários outros presos que não tinham luz ou banheiro e se encheram de seus próprios excrementos. Um de seus companheiros de cela era Dương Văn Minh, então um oficial subalterno das forças militares francesas com quem trabalharia nas duas décadas seguintes. Thơ foi lançado primeiro e fez lobby para que Minh fosse libertado também e os dois continuaram amigos íntimos.
Após a Segunda Guerra Mundial, Thơ tornou-se Ministro do Interior no Estado do Vietnã, apoiado pela França, sob o comando do ex-imperador Bảo Đại. Após a retirada da França da Indochina após a Batalha de Điện Biên Phủ, o Vietnã foi dividido em um norte comunista e um sul anticomunista. Após a proclamação da República do Vietnã — notavelmente conhecida como Vietnã do Sul — pelo presidente Ngô Đình Diệm, que havia destronado Bảo Đại em um referendo fraudulento, Thơ foi nomeado embaixador inaugural no Japão. Apesar de passar a maior parte do tempo em Tóquio confinado à cama devido a uma fratura no quadril, Thơ garantiu indenizações do Japão pela ocupação imperial do Vietnã durante a Segunda Guerra Mundial.
Em 1956, Diệm chamou-o de volta a Saigon para ajudar a lidar com o Hòa Hảo, uma seita religiosa equipada com um exército privado. O Hòa Hảo era efetivamente uma entidade autônoma no Delta do Rio Mecom, pois seu exército privado impunha uma administração paralela e se recusava a se integrar à administração de Saigon. Enquanto o general Dương Văn Minh do Exército da República do Vietnã (ARVN) liderava o esforço militar contra o Hòa Hảo, Thơ ajudou a enfraquecer a seita ao adquirir sua equipe de guerra.
No entanto, um comandante Hòa Hảo, Ba Cụt, continuou a lutar, tendo uma história pessoal de rixa com a própria família de Thơ. Os arrozais do pai adotivo órfão e analfabeto de Cụt foram confiscados pelo pai de Thơ, o que supostamente imbuiu Cụt de um ódio permanente pela classe proprietária de terras. Cụt acabou sendo cercado e procurou fazer um acordo de paz, então enviou uma mensagem a Thơ pedindo negociações para que seus homens pudessem ser integrados à sociedade e às forças armadas do país. Thơ concordou em encontrar Ba Cụt sozinho na selva e, apesar dos temores de que o encontro fosse uma armadilha Hòa Hảo, ele não caiu em uma emboscada. No entanto, Cụt começou a pedir concessões adicionais e a reunião terminou em um impasse. Cụt foi capturado em 13 de abril de 1956 e guilhotinado após um breve julgamento e suas forças restantes foram derrotadas na batalha.
Durante este período, Thơ foi Secretário de Estado da Economia Nacional. Em novembro, Diệm escolheu Thơ como vice-presidente em um esforço para ampliar o apelo popular do regime. A nomeação foi endossada pela Assembleia Nacional em dezembro de 1956, de acordo com a constituição. A mudança foi amplamente vista como uma tentativa de usar as raízes do Delta do Rio Mecom de Thơ para aumentar o apelo popular do governo entre os camponeses do sul, porque o regime de Diệm era dominado por familiares, católicos do centro do Vietnã.

## Vice-presidente no Governo Diệm

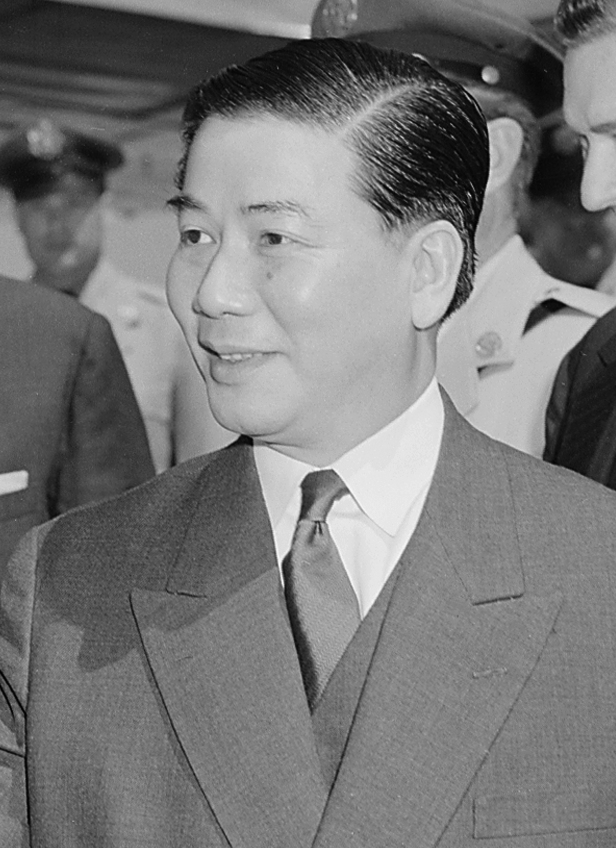
Ngô Đình Diệm (foto), o presidente do Vietnã do Sul

Apesar da importância de seu cargo, Thơ raramente aparecia com Diệm em público e era uma figura de proa com pouca influência. O verdadeiro poder estava com os irmãos mais novos de Diệm, Nhu e Cẩn, que comandavam exércitos particulares e polícia secreta, além de dar ordens diretamente aos generais do ARVN. Nhu supostamente uma vez ordenou a um guarda-costas que batesse em Thơ porque sentiu que Thơ havia lhe mostrado uma falta de respeito. Diệm desprezou Thơ e não permitiu que ele participasse das principais decisões políticas, apesar de ser teoricamente o segundo homem mais poderoso do país. Thơ tinha um relacionamento com os oficiais militares, tendo feito amizade com Minh anos antes. Ele era considerado um administrador genial e afável, com reputação de fazer concessões.
Thơ foi encarregado de supervisionar o programa de reforma agrária do Vietnã do Sul, porque o ministro da reforma agrária, Nguyễn Văn Thời, respondia a ele. Como os dois homens eram ricos proprietários de terras, eles tinham pouco incentivo para o sucesso do programa. A embaixada dos Estados Unidos recebeu críticas furiosas à falta de entusiasmo de Thoi em implementar a política, afirmando: "ele certamente não está interessado na distribuição de terras que o privaria de grande parte de suas propriedades".
Thơ também manteve um certo grau de influência sobre as políticas econômicas domésticas, que estavam muito atrás das prioridades de Diệm de controle absoluto sobre os militares e outros aparatos por meio dos quais ele manteve seu governo. Apesar de nunca ter sido treinado em assuntos econômicos, Thơ teve uma mão notável na administração do Commodity Import Program, uma iniciativa americana semelhante ao Plano Marshall, pelo qual a ajuda era canalizada para a economia por meio de licenças de importação em vez de dinheiro, a fim de evitar inflação. No entanto, a administração do programa por Thơ fez com que a grande maioria das importações fossem bens de consumo para as classes altas, em vez de bens de capital para desenvolver a capacidade econômica do Vietnã do Sul. Sob a gestão de Thơ, o déficit do comércio exterior oscilou entre 150 e 200 por cento, e o fosso entre a elite urbana e a maioria camponesa aumentou. Os conselheiros americanos achavam que Thơ e os irmãos Ngô continuamente contrariavam seus conselhos porque eram incompetentes ou simplesmente desconfiados e, portanto, faziam o contrário do que era recomendado.
Thơ também entrou em conflito com o ministro do Interior, Nguyễn Hữu Châu, sobre a estratégia econômica. Châu era casado com a irmã de Madame Nhu e nomeado por nepotismo, mas depois foi expulso da família Ngô por dissidência. Os americanos afirmaram que Thơ, treinado em segurança pública, "sabia mais sobre controle político do que as 'leis básicas do mercado'". Em meados de 1961, após uma visita do vice-presidente dos Estados Unidos, Lyndon B. Johnson, e pressão de importantes autoridades americanas, Diệm dispensou Thơ de suas funções econômicas.
Thơ então começou a tentar pressionar os americanos para influenciar Diệm. Durante uma missão de apuração de fatos do general Maxwell Taylor, o chefe das forças armadas dos Estados Unidos, e Walt Rostow, Thơ e Minh reclamaram dos modos autocráticos e do favoritismo religioso de Diệm em relação a seus companheiros católicos em desvantagem da maioria da população budista. Em 1962, ele disse ao alto funcionário da Embaixada dos Estados Unidos, Joseph Mendenhall, que os subordinados militares de Diệm inventaram figuras arbitrárias e falsamente infladas de combatentes vietcongues.

## Papel de Thơ na crise budista
Apesar de ser budista, Thơ tinha a reputação de elogiar o governo católico romano de Diệm. No aniversário de 62 anos de Diệm, Thơ prestou homenagem, dizendo: "graças ao Todo-Poderoso por ter dado ao país um líder cujo gênio foi superado apenas por sua virtude". (O budismo é uma religião indiana que não reconhece um ser supremo no sentido teísta). Posteriormente, Thơ acompanhou Diệm à Igreja Redentorista Católica Romana para orar pelo presidente. Thơ teve poucos seguidores públicos, com o presidente americano do Joint Chiefs of Staff General Maxwell Taylor chamando-o de "inexpressivo", enquanto o funcionário do Departamento de Estado Paul Kattenberg o ridicularizou como um "insignificante".
Em outro projeto, o vilarejo de La Vang, na província de Quảng Trị, perto da fronteira com o Vietnã do Norte, foi palco de uma aparição feminina no final do século XIX. Os budistas afirmaram que o bodhisattva Avalokiteshvara (também conhecido como Kuanyin; vietnamita: Quan Âm) realizou o milagre. O irmão de Diệm, Ngô Đình Thục, foi o arcebispo católico romano de Huế e a principal figura religiosa do regime nepotista do Vietnã do Sul. Thục declarou que a aparição era a Virgem Maria, e ordenou que uma catedral fosse construída no lugar do pagode budista improvisado que ocupava o local. Thơ fez doações financeiras notáveis para o projeto por razões políticas.
Em junho, com a escalada da crise budista, Diệm escolheu Thơ para liderar um comitê do governo para lidar com as queixas levantadas pela comunidade budista após o tiroteio em Huế Vesak, no qual oito budistas foram mortos por forças do governo enquanto protestavam contra a proibição do hasteamento de bandeiras budistas. O comitê concluiu que o Việt Cộng foi o responsável pelas mortes, apesar dos relatos de testemunhas oculares e do vídeo amador mostrando que o governo atirou diretamente nos manifestantes. A cal do comitê fez com que os protestos budistas aumentassem. Quando a primeira-dama, de fato, Madame Nhu (ela mesma uma budista convertida ao catolicismo) descreveu, de forma irônica, a autoimolação do monge budista Thích Quảng Đức como um "churrasco", Thơ se recusou a condenar seus comentários, dizendo que eram "opiniões pessoais".
Thơ fazia parte de um Comitê Interministerial, um grupo de funcionários do governo que negociou um Comunicado Conjunto com os budistas para acabar com a desobediência civil. Um acordo foi assinado, mas nunca implementado. Posteriormente, Thơ foi criticado pelos Nhus por meio de seu porta-voz em inglês, no jornal Times of Vietnam, pelo negócio. Apesar da anistia geral concedida aos ativistas budistas presos, em 13 de agosto, Thơ deu uma entrevista coletiva durante a qual prometeu processar as vítimas budistas do tiroteio de Huế, nos festivais de Vesak, revogar a anistia e prometer prender manifestantes budistas.
Em um jantar de despedida para o embaixador dos Estados Unidos, Frederick Nolting, em julho, Thơ pediu que os budistas fossem "esmagados sem piedade". De forma irônica, ele disse que o budismo não era uma religião e afirmou ainda que, embora qualquer pessoa pudesse se tornar um monge budista, eram necessários anos de treinamento para se tornar um padre católico. Quando o embaixador tailandês discordou, citando seu próprio treinamento monástico anterior, Thơ zombou dele na frente de outros diplomatas.
Com a pressão sobre o regime Diệm aumentando durante a crise budista, Nhu e Diệm começaram a se afastar dos membros de seu gabinete por apresentarem argumentos contrários ao pensamento da família Ngô. Muitos ministros tentaram renunciar, mas Thơ foi responsável por persuadi-los a permanecer no cargo. Achando a situação cada vez mais intolerável, Thơ também considerou renunciar, mas os generais dissidentes o instaram a permanecer. Eles temiam que renúncias em massa levantassem suspeitas de um plano de golpe.

## Primeiro-ministro do Vietnã do Sul

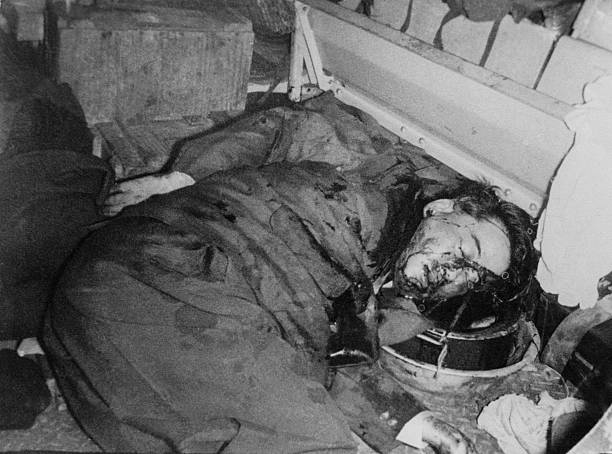
O cadáver de Diệm, assassinado em 1963 em decorrência de um Golpe de Estado no Vietnã

Quando esteve em particular, Thơ expressava seu descontentamento com o governo de Diệm às autoridades americanas. Ele reclamou da confiança de Diệm em Nhu na administração do país, da tentativa de Nhu de administrar um estado policial por meio de seu aparato secreto Cần Lao e da falta de sucesso contra o Việt Cộng. Durante a missão de McNamara Taylor ao Vietnã do Sul, Thơ confidenciou sua crença de que o país estava indo na direção errada à delegação americana, implorando-lhes que pressionassem Diệm a reformar suas políticas. Ele revelou, a sós, sua crença de que dos milhares de assentamentos fortificados construídos sob o Programa Estratégico de Aldeias de Nhu, menos de trinta eram funcionais. Anos depois, Thơ afirmou que nem Diem e Nhu, nem as figuras políticas americanas que fizeram a política no Vietnã, se entendiam.
Joseph Mendenhall, um conselheiro sênior do Vietnã no Departamento de Estado dos Estados Unidos, defendeu a derrubada de Diệm em um golpe militar e sua substituição por Thơ. Thơ estava ciente de que era a escolha dos generais para comandar o governo após a planejada derrubada de Diệm. A essa altura, Diệm e Nhu perceberam que uma conspiração estava em andamento contra eles, mas não sabiam que o general Tôn Thất Đính, um favorito do palácio, estava envolvido. Nhu ordenou a Đính e ao coronel Lê Quang Tung, comandante das Forças Especiais do ARVN, que planejassem um falso golpe contra a família Ngô.
Um dos objetivos de Nhu era enganar os dissidentes para que se juntassem ao falso levante para que pudessem ser identificados e eliminados. Outro objetivo do golpe de relações-públicas era dar uma falsa impressão da força do regime. A primeira etapa do esquema envolveria soldados legalistas, disfarçados de insurgentes, forjando um golpe e vandalizando a capital. Um "governo revolucionário" composto por ativistas da oposição que não consentiram em ser escolhidos para o regime seria anunciado, enquanto Diệm e Nhu fingiriam estar fugindo. Durante o caos orquestrado do primeiro golpe, os legalistas e os contatos do submundo de Nhu matariam os principais generais conspiradores e seus assistentes, como Thơ, o oficial da CIA Lucien Conein, e o embaixador dos EUA, Henry Cabot Lodge Jr. O "contragolpe" se seguiria, após o que os aliados entrariam triunfantemente em Saigon para restaurar o regime de Diệm. No entanto, a conspiração falhou porque Đính fazia parte da conspiração do golpe e enviou as forças legalistas para fora da capital para abrir a porta aos rebeldes.
Após o golpe de Estado em 1º de novembro de 1963, no qual Diệm e Nhu foram mortos no dia seguinte, Thơ foi escolhido para ser Primeiro-ministro pela junta militar de Minh cinco dias depois, em 6 de novembro de 1963. Ele era o principal civil no governo provisório supervisionado pelo Conselho Militar Revolucionário (MRC). Minh havia prometido anteriormente às autoridades americanas que os civis estariam acima dos generais na hierarquia. Além disso, foi ministro das Finanças e da Economia. A nomeação de Thơ não foi universalmente popular, com algumas figuras importantes fazendo lobby em particular por uma ruptura total com a gestão Diệm.

### Relações com generais da Junta Militar
O governo civil de Thơ foi atormentado por lutas internas. Segundo o assistente de Thơ, Nguyễn Ngọc Huy, a presença dos generais Trần Văn Đôn e Tôn Thất Đính tanto no gabinete civil quanto no MRC, paralisou o processo de governança. Đính e Đôn eram subordinados a Thơ no governo civil, mas como membros do MRC eram superiores a ele. Sempre que Thơ dava uma ordem na hierarquia civil com a qual os generais discordavam, eles iam ao MRC e a revogavam.
Os jornais de Saigon, que reabriram após o fim da censura de Diệm, relataram que a junta militar estava paralisada porque todos os doze generais do MRC tinham poder igual. Cada membro do MRC tinha o poder de veto, permitindo-lhes obstruir as decisões políticas. A imprensa, que foi liberalizada após a queda de Diệm, atacou fortemente Thơ, acusando seu governo de ser "ferramentas" do MRC. O histórico de Thơ, sob a presidência de Diệm, foi questionado, com alegações circulando na mídia de que ele havia apoiado a repressão dos budistas por Diệm e Nhu. Thơ afirmou que havia tolerado o ataque brutal do Pagode Xá Lợi de Nhu, tentando provar que ele teria renunciado se não fosse pelos apelos de Minh para ficar. A mídia ridicularizou ainda mais Thơ pelos benefícios pessoais que ele obteve com a política de terras do governo Diệm. Minh defendeu os poderes de Thơ contra Diệm, declarando que Thơ havia participado do planejamento do golpe "desde o início" e que apreciava da "total confiança" da junta militar.
A certa altura de dezembro, Thơ não aguentou mais o que a mídia gratuita estava publicando sobre ele e chamou cerca de 100 jornalistas para seu escritório. Um furioso Thơ gritou com os escritores e bateu com o punho na mesa, atacando-os pelo que considerou uma reportagem imprecisa, irresponsável e desleal. Thơ alegou que a mídia estava mentindo ao dizer que ele e seu gabinete civil eram marionetes dos generais e alegou que um dos jornalistas era comunista enquanto outro era viciado em drogas. Ele disse que seu governo "tomaria medidas para enfrentar a situação" se a mídia não se comportasse com responsabilidade. Já tendo seu Ministro da Informação, General Đỗ Mậu, circulando uma lista de tópicos que não deveriam ser relatados, Thơ fez Mậu fechar três jornais por "deslealdade" no dia seguinte.
Em 1.º de janeiro de 1964, reuniu-se pela primeira vez um Conselho de Notáveis, composto por sessenta cidadãos de relevo, tendo sido escolhido pelo Coronel Phạm Ngọc Thảo. Sua função era assessorar as alas militares e civis do governo com vistas à reforma dos direitos humanos, da constituição e do sistema jurídico. Thơ afirmou publicamente que espera uma "atitude racional" aliada a "julgamentos imparciais e realistas" e disse que faz parte da busca do governo provisório "abrir caminho para um regime permanente, que nosso povo almeja". O conselho era formado quase inteiramente por profissionais e lideranças acadêmicas, sem representantes dos movimentos agrícolas ou sindicais. Logo se envolveu em um debate interminável e nunca conseguiu sua tarefa inicial de redigir uma nova constituição. Posteriormente, admitiu que o conselho não era representativo da sociedade sul-vietnamita e foi um fracasso. Ele afirmou que o desejo do conselho de se afastar do modelo de carimbo da Assembleia Nacional de Diệm fez com que ele se degenerasse em uma sociedade de debates.

### Políticas internas pós-derrubada de Diệm
Com a derrubada de Diệm, várias sanções americanas implementadas contra o Vietnã do Sul, em resposta à repressão à crise budista e aos ataques do Pagode Xá Lợi das Forças Especiais de Nhu, foram suspensas. O congelamento da ajuda econômica dos EUA, a suspensão do Programa de Importação Comercial e várias iniciativas de obras de capital foram suspensas. Os Estados Unidos rapidamente passaram a reconhecer Thơ e Minh.
O governo de Thơ interrompeu o Programa Estratégico Hamlet de Nhu. Nhu havia anunciado o programa como a solução para as dificuldades do Vietnã do Sul com os insurgentes vietcongues, acreditando que a realocação em massa de camponeses para aldeias fortificadas isolaria os vietcongues de sua base de apoio camponesa. Thơ contradiz os relatórios anteriores de Nhu sobre o sucesso do programa, alegando que apenas 20 por cento das 8 600 aldeias estratégicas existentes estavam sob o controle de Saigon, com o restante tendo sido assumido pelos comunistas. As aldeias consideradas defensáveis foram consolidadas, enquanto as restantes foram desmanteladas e os seus habitantes regressaram à sua terra ancestral.
A abordagem de Thơ para derrubar os apoiadores de Diệm de posições de influência atraiu críticas de apoiadores e oponentes do presidente deposto. Alguns achavam que ele não era rigoroso o suficiente para remover elementos pró-Diệm da autoridade, enquanto outros achavam que a magnitude da rotatividade de servidores públicos era excessiva e beirava a vingança. Vários funcionários suspeitos de envolvimento em corrupção ou opressão diệmista foram presos indiscriminadamente sem acusação, a maioria dos quais foi posteriormente libertada. Đính e o novo chefe da polícia nacional, general Mai Hữu Xuân, receberam o controle do ministério do interior. A dupla foi acusada de prender pessoas em massa, antes de libertá-las em troca de subornos e promessas de lealdade.
Nem todos os funcionários sob Diệm poderiam ser automaticamente considerados pró-Diệm, mas houve pedidos para novas mudanças da velha guarda. O governo foi criticado por demitir um grande número de chefes distritais e provinciais nomeados diretamente por Diệm, causando um colapso na lei e na ordem durante a transição abrupta de poder. Uma não remoção de destaque e fortemente criticada foi a do general Đỗ Cao Trí, o comandante da I Corporação ARVN que ganhou destaque por sua repressão antibudista particularmente rigorosa na região central ao redor de Huế. Trí foi simplesmente transferido para a II Corporação de Exército no Planalto Central diretamente ao sul da região da I Corporação do Exército.
Thơ e os principais generais do MRC também tinham um plano secreto para acabar com a insurgência comunista, que se autodenominava Frente de Libertação Nacional (NLF) e afirmava ser independente do governo comunista do Vietnã do Norte. Eles alegaram que a maioria deles eram antes de tudo nacionalistas do sul que se opunham à intervenção militar estrangeira e ao envolvimento e apoio dos EUA a Diệm. O MRC e o Thơ pensaram que um acordo para encerrar a guerra no Vietnã do Sul era possível. Thơ lembrou anos depois que o plano de seu governo era gerar apoio entre Cao Đài, Hòa Hảo e minorias étnicas do Camboja, elementos dos quais estavam no NLF e trazê-los de volta ao mainstream, saindo da insurgência para um pró não comunista do sistema político ocidental. Ele pensou que era possível colocar de lado os comunistas, pois os descreveu como "ainda sem domínio e apenas com uma posição secundária" dentro do NLF. De acordo com Thơ, este plano não era um acordo com os comunistas ou o NLF, pois seu grupo o via como uma tentativa política de persuadir os dissidentes não comunistas a recuar e isolar os comunistas.
O governo rejeitou as propostas americanas de bombardear o Vietnã do Norte, alegando que tais ações cederiam a superioridade moral, que eles reivindicavam com base na luta puramente por autodefesa. De sua parte, o grupo de liderança de Minh e Thơ acreditava que uma abordagem militar mais discreta era necessária para sua campanha política contra a insurgência. Minh e Thơ recusaram explicitamente e sem rodeios a proposta de bombardeio em uma reunião em 21 de janeiro com autoridades americanas. A historiadora australiana Anne E. Blair identificou essa troca como selando a "ordem de morte" do regime.
Ela apontou que, quando a discussão foi relatada ao estado de Washington, os principais generais americanos das Forças Armadas dos EUA pressionaram o secretário de Defesa, Robert McNamara, alegando que não era mais viável trabalhar dentro dos parâmetros criados por Saigon e que os EUA deveriam simplesmente assumir o controle da política militar anticomunista, necessitando assim de um golpe. Os americanos ficaram cada vez mais preocupados com a relutância de Saigon em intensificar o esforço de guerra, e a rejeição do bombardeio foi considerada um ponto crítico. Os planos do governo para conquistar o NLF nunca foram implementados em nenhum grau antes da deposição do governo.

### O declínio político de Thơ
O governo provisório carecia de direção em política e planejamento, resultando em seu rápido colapso. O número de ataques rurais instigados pelos vietcongues aumentou após a deposição de Diệm, devido ao deslocamento de tropas para áreas urbanas para o golpe. A discussão cada vez mais livre gerada a partir do surgimento de dados novos e precisos após o golpe revelou que a situação militar era muito pior do que o relatado por Diệm. A incidência de ataques vietcongues continuou a aumentar como havia acontecido durante o verão de 1963, a taxa de perda de armas piorou e a taxa de deserções vietcongues caiu. As unidades que participaram do golpe voltaram a campo para se precaver de uma possível grande ofensiva comunista no campo. A falsificação das estatísticas militares pelos oficiais de Diệm levou a erros de cálculo, que se manifestaram em reveses militares após a morte de Diệm. Além dos contratempos no campo de batalha, algo que estava fora de suas atribuições, Thơ também estava se tornando impopular no meio militar. Um dos objetivos dos vários golpes anti-Minh na época era remover Thơ, e a impopularidade do primeiro-ministro ajudou a distrair alguns dos oficiais em exercício do fato de que eles eram o alvo principal; naquela época, o MRC estava se movendo para remover Thơ, e Minh foi o único general sênior a manter a confiança nele.
Em 29 de janeiro, o general Nguyễn Khánh derrubou o MRC de Minh em um golpe sem derramamento de sangue antes do amanhecer; embora Khánh acusou a junta militar de pretender fazer um acordo com os comunistas e afirmou ter provas, na verdade, ele foi motivado por uma ambição pessoal. Depois que Khánh foi deposto um ano depois, ele admitiu que as acusações contra o grupo de Minh eram falsas. Anos depois, os generais de Khánh, Thơ e Minh concordaram que o golpe foi fortemente encorajado pelos americanos e não poderia ter ocorrido sem o apoio deles.
Thơ foi preso durante o golpe e colocado em prisão domiciliar enquanto os conspiradores consolidavam seu poder; ele foi então afastado do cenário político. O braço civil do governo foi substituído por nomeados por Khánh e Thơ deixou o poder público, tendo enriquecido pessoalmente durante seu período no governo. Suas atividades posteriores na vida pública não foram registradas. Ele morreu em 1976 em Saigon.